# Bouresches
Bouresches és un municipi francès situat al departament de l'Aisne i a la regió dels Alts de França. L'any 2007 tenia 205 habitants.

## Demografia

### Població
El 2007 la població de fet de Bouresches era de 205 persones. Hi havia 76 famílies de les quals 16 eren unipersonals (8 homes vivint sols i 8 dones vivint soles), 20 parelles sense fills, 28 parelles amb fills i 12 famílies monoparentals amb fills.
La població ha evolucionat segons el següent gràfic:
Habitants censats

### Habitatges
El 2007 hi havia 82 habitatges, 73 eren l'habitatge principal de la família, 5 eren segones residències i 4 estaven desocupats. 80 eren cases i 1 era un apartament. Dels 73 habitatges principals, 68 estaven ocupats pels seus propietaris i 5 estaven llogats i ocupats pels llogaters; 4 tenien dues cambres, 14 en tenien tres, 15 en tenien quatre i 41 en tenien cinc o més. 53 habitatges disposaven pel capbaix d'una plaça de pàrquing. A 33 habitatges hi havia un automòbil i a 37 n'hi havia dos o més.

### Piràmide de població
La piràmide de població per edats i sexe el 2009 era:
| Homes | Edats   | Dones |
| ----- | ------- | ----- |
| 0     | 95 o +  | 0     |
| 0     | 90 a 94 | 4     |
| 0     | 85 a 89 | 0     |
| 4     | 80 a 84 | 0     |
| 4     | 75 a 79 | 8     |
| 4     | 70 a 74 | 8     |
| 0     | 65 a 69 | 4     |
| 4     | 60 a 64 | 4     |
| 8     | 55 a 59 | 4     |
| 4     | 50 a 54 | 0     |
| 0     | 45 a 49 | 8     |
| 8     | 40 a 44 | 4     |
| 8     | 35 a 39 | 4     |
| 4     | 30 a 34 | 12    |
| 4     | 25 a 29 | 4     |
| 0     | 20 a 24 | 0     |
| 8     | 15 a 19 | 4     |
| 8     | 10 a 14 | 4     |
| 4     | 5 a 9   | 12    |
| 4     | 0 a 4   | 4     |

## Economia
El 2007 la població en edat de treballar era de 133 persones, 95 eren actives i 38 eren inactives. De les 95 persones actives 83 estaven ocupades (44 homes i 39 dones) i 12 estaven aturades (7 homes i 5 dones). De les 38 persones inactives 6 estaven jubilades, 19 estaven estudiant i 13 estaven classificades com a «altres inactius».

### Ingressos
El 2009 a Bouresches hi havia 72 unitats fiscals que integraven 204 persones, la mediana anual d'ingressos fiscals per persona era de 17.653,5 €.

### Activitats econòmiques
Dels 5 establiments que hi havia el 2007, 2 eren d'empreses de construcció, 1 d'una empresa d'hostatgeria i restauració, 1 d'una empresa de serveis i 1 d'una empresa classificada com a «altres activitats de serveis».
L'únic servei als particulars que hi havia el 2009 era un guixaire pintor.
L'any 2000 a Bouresches hi havia 4 explotacions agrícoles que ocupaven un total de 440 hectàrees.

## Poblacions més properes
El següent diagrama mostra les poblacions més properes.